# نظرية الترميز المشترك
نظرية الترميز المشترك (بالإنجليزية: Common coding theory) هي نظرية ضمن مجال علم النفس المعرفي أو الإدراكي، تصف كيفية ربط التمثيلات الحسية (مثل الأشياء التي يمكننا رؤيتها وسماعها) والتمثيلات الحركية (مثل حركات اليدين). تدعي النظرية أن هناك تمثيلًا مشتركًا (رمزًا مشتركًا) بين كل من الحس (أو الإدراك الحسي) والفعل (أو الحركة). الأهم من ذلك، هو أن رؤية حدث ما سيُنشط الفعل أو الإجراء المرتبط بهذا الحدث، وتنفيذ إجراء ما سيُنشط الحدث الإدراكي المرتبط به.
نشأت فكرة الارتباط المباشر بين الإدراك الحسي والحركة في أعمال عالم النفس الأمريكي ويليام جيمس، ومؤخرًا عالم الفيسيولوجيا العصبية الأمريكي الحائز على جائزة نوبل روجر سبيري.
جادل سبيري بأن دورة الإدراك الحسي والحركة هي المنطق الأساسي للنظام العصبي. عمليات الإدراك الحسي والحركة متداخلة وظيفيًا. الإدراك الحسي هو وسيلة للحركة، والحركة هي وظيفة للإدراك الحسي. في الواقع، تطور دماغ الفقاريات من أجل التحكم بالنشاط الحركي مع الوظيفة الأساسية لتحويل الأنماط الحسية إلى أنماط من التنسيق الحركي.

## معلومات أساسية عن النظرية
الأسلوب الأساسي في المعرفة هو اتباع «نموذج الساندويتش» الذي يتخذ ثلاث مراحل في عملية معالجة المعلومات: الإدراك الحسي والمعرفة والفعل أو الحركة. في هذا النموذج لا يتفاعل الإدراك الحسي مع الحركة بشكل مباشر، وسنحتاج عوضًا عن ذلك إلى المعالجة المعرفية من أجل تحويل التمثيلات الحسية إلى حركية. على سبيل المثال، قد يتطلب هذا إنشاء ارتباطات اعتباطية (رسومات أو تخطيطات بين الرموز الحسية والحركية).
في المقابل، يدعي حساب الترميز المشترك أن الإدراك الحسي والحركة يرتبطان ارتباطًا مباشرًا عن طريق رمز حسابي مشترك.
تدعي هذه النظرية -التي وضعها عالم النفس الألماني فولفغانغ برينز وزملاؤه من معهد ماكس بلانك لعلوم الدماغ والمعرفة البشرية- التشابهَ والتكافؤ بين الإدراك الحسي والحركة. وافتراضه الأساسي هو أن الأفعال أو الحركات تُرمّز عن طريق التأثيرات المُدرَكة (أي الأحداث الإدراكية البعيدة) التي ينبغي أن تولّدها. تنص هذه الفرضية أيضًا على أن الإدراك الحسي لفعل ما يجب أن يُنشط تمثيلات هذا الفعل إلى درجة يصبح فيها الفعل المُدرَك والحركة الممثلة متشابهان. يشير هذا الادعاء إلى أننا مثلنا الأفعال التي لاحظناها ونفذناها وتخيلناها بطريقة متناسبة، وهو يقدم بالإضافة إلى ذلك تنبؤات نوعية محددة بشأن طبيعة التمثيلات الحسية والحركية. أولًا، يجب أن تعتمد التمثيلات الخاصة بالأفعال المُلاحَظة والمُنفَذة على ركيزة عصبية مشتركة. ثانيًا، يتنبأ النظام المعرفي المشترك بتيسير العمل القائم على الإدراك الحسي المسبق المباشر والعكس بالعكس. ثالثًا، يتنبأ مثل هذا النظام بتأثيرات التداخل عندما يحاول الفعل والإدراك الحسي الوصول إلى التمثيلات المشتركة في آن واحد.

## أدلة على الترميز المشترك
منذ العام 2000 وما بعد، فُسّر عدد متزايد من النتائج لصالح نظرية الترميز المشترك.
على سبيل المثال، أظهرت إحدى الدراسات الوظيفية المجراة بالتصوير بالرنين المغناطيسي (إم آر آي) أن استجابة الدماغ لقانون قوة الحركة 2\3 (الذي يُمثل اقترانًا قويًا بين انحناءات الحركة وسرعتها) أقوى بكثير وأكثر انتشارًا من أنواع الحركة الأخرى. وانعكس الامتثال لهذا القانون في تفعيل شبكة كبيرة من مناطق الدماغ التي تفيد في إنتاج الحركات ومعالجة الحركات البصرية ووظائف المراقبة الحركية. تدعم هذه النتائج الترميز المشترك ومفهوم الترميز العصبي المشابه لعملية توقع الحركة وإنتاجها.
يظهر الآن أحد أكثر الأدلة المباشرة على الترميز المشترك في الدماغ من حقيقة أن مصنّفات النماذج -التي يمكن أن تفرق بناءً على نشاط الدماغ ما إذا كان أحد ما قد أجرى الفعل (إيه) أو (بي)- يمكنها أيضًا أن تُصنّف ما إذا كان ذلك الشخص قد سمع صوت الفعل (إيه) أو (بي)، وبهذه الطريقة يمكننا أن نثبت أن تنفيذ الفعل (أو الحركة) والإدراك الحسي له يُمثَّلان باستخدام رمز مشترك. ظهرت أيضًا أدلة داعمة إضافية في دراسات مخطط كهربية الدماغ التي تبحث في الركيزة الفيسيولوجية للإدراك الحسي والحركة في المهام المعرفية. يُظهر عزل النشاط القشري باستخدام طريقة تحليل المكونات المستقلة (آي سي إيه) المكون المرتبط بمعالجة المنبهات الحسية باستمرار، وفي نفس الوقت توليد الاستجابات الحركية المناسبة. يُقدم هذا الشيء دليلًا إضافيًا على وجود رمز مشترك في حلقة الإدراك الحسي والحركة بكاملها.
حظيت نظرية الترميز المشترك في الآونة الأخيرة باهتمام متزايد من قبل الباحثين في مجالات مختلفة، مثل علم النفس النّمائيّ (أو التنموي) وعلم الأعصاب المعرفي وعلم تصميم الإنسان الآلي وعلم النفس الاجتماعي.

## التمثيل المتناسب
يطرح الترميز المشترك -علاوةً على الترميز المنفصل- المزيد من مجالات التمثيل التي تشترك فيها المعلومات الواردة والصادرة في نفس شكل التمثيل وتنسيقه وأبعاده. يشير الترميز المشترك إلى تمثيلات واردة متأخرة (تشير إلى الأحداث الواقعة في البيئة) وإلى تمثيلات صادرة مبكرة (تشير إلى الأحداث المقصودة). ومثل هذه التمثيلات متناسبة؛ لأن كلًا منها يظهر إشارة بعيدة. وهي تسمح بإنشاء روابط بين الإدراك الحسي والأفعال التي لا تعتمد على الرسومات أو التخطيطات الاعتباطية. يوضح الترميز المشترك التخطيط للأفعال عن طريق العمليات التي تحدد الأحداث المستقبلية المقصودة من الأحداث الحالية المفترضة (التوافق بين رموز الأحداث ورموز الأفعال). وعلى وجه الخصوص، يمكن للإدراك الحسي والفعل أن يعدلا بعضهما البعض بسبب ميزة التشابه بينهما. بخلاف رسومات -أو مخططات- الرموز غير المتلائمة والمعتمدة على القواعد التي تتطلب اكتسابًا مسبقًا لقواعد التخطيط، فإن توافق الرموز المتناسبة والمعتمد على التشابه لا يتطلب اكتساب أي قاعدة مسبقة.

## مبدأ الحركة الفكرية
تماشيًا مع نظرية الحركة الفكرية لعالم النفس ويليام جيمس في عام 1890 والعالم هيرمان لوتسي عام 1852، تفترض نظرية الترميز المشترك أن الأفعال تُمثَل عن طريق نتائجها الإدراكية الحسية. تُمثَّل الأفعال مثل أي أحداث أخرى، والسمة المميزة الوحيدة هي أنها (أو يمكنها أن) تنشأ من خلال الحركات الجسدية. قد تختلف نتائج الأفعال المُدرَكة في بعدين رئيسين: التأثيرات المقيمة مقابل التأثيرات البعيدة، والنتائج الباردة (الجيدة) مقابل النتائج الساخنة (السيئة)، أي بمعنى قيم المكافآت المرتبطة بنتائج الأفعال.
عندما ينفذ الأفراد أفعالًا ما، فإنهم يتعلمون ما الشيء الذي ستُؤدي إليه حركاتهم (تعلم الحركة الفكرية). تدعي نظرية الحركة الفكرية أنه يمكن أيضًا استخدام هذه الأفكار بترتيب عكسي: وذلك عندما يلاحظ الأفراد أن الأحداث التي تعلموها سابقًا (من التعلم السابق) قد تنجم عن حركات معينة، والإدراك الحسي لهذه الأحداث قد يثير الحركات المؤدية لها (التحكم بالحركة الفكرية). يكافئ الفرقُ بين التعلم والتحكم الفرقَ بين الحساب الأمامي والمعكوس في تعلم الحركات والتحكم بها. يدعم التعلم الحركي الفكري التنبؤ بنتائج الأفعال وتوقعها مسبقًا بالنظر إلى الأفعال الحالية، ويدعم التحكم بالحركة الفكرية اختيار الأفعال والتحكم بها بالنظر إلى النتائج المقصودة.